# カール・サイモントン
カール・サイモントン（O. Carl Simonton, 1942年 - 2009年6月18日）は、アメリカの精神腫瘍学者。精神社会腫瘍学(Psychosocial Oncology)・精神神経免疫学(Psychoneuroimmunology)の先駆者とされ、癌のサイモントン療法の創始者、サイモントン癌センター（The Simonton Cancer Center：米カリフォルニア州）の設立者である。

## 来歴
放射線腫瘍専門医として癌治療を行っていたが、治療に患者の精神面が与える影響が大きいと認識し、癌患者の精神面をサポートする療法の研究を開始した。
1973年までにサイモントン療法の実践的・系統的体系の基礎を確立した。1974年から1981年に、療法を実践して癌患者の生存期間および生活の質（QOL）の改善について研究を行った。この初期の研究は後にベストセラーとなり癌患者にとっての古典とされる著書の基盤となった。1997年にはアメリカ医学会 (American Medical Association; AMA)による国際映像コンクールにおいて、同博士によるビデオ"Affirmations For Getting Well" が一位を受賞した。このビデオは米国の多くの病院で用いられ、多くの腫瘍学者に配布されている。
存命中はサイモントン療法を行うセラピストの教育、認定も行い、同療法は米国のみでなくドイツ、ポーランド、日本、スイス、イタリアにおいても実施していた。来日は年数回の頻度で、講演会やがん患者およびその家族を対象としたプログラム、及びインターンのトレーニング指導を行っていた。

## 受賞歴
- 米国癌コントロール学会（Cancer Control Society ）人道賞（Humanitarian Award）：30年にわたる腫瘍学分野での心理腫瘍学の創始者的業績に対して。
- イタリアの国際文化芸術科学センターFoyer Des Artistes賞:癌と人道の分野での継続的努力に対して。

## 著書
- "Getting Well Again"　O. Carl Simonton, MD, Stephanie Mathews-Simonton, James L. Creighton, 1981.　和訳「がんのセルフコントロール」
- "The Healing Journey"　O. Carl Simonton, MD, and Reid Henson with Brenda Hampton, 1992. 和訳「がん治癒への道」

### ビデオ
- "Affirmations For Getting Well"　日本語版「こころのセルフコントロール」